# Saint-Bonnet-de-Bellac
Saint-Bonnet-de-Bellac település Franciaországban, Haute-Vienne megyében. Lakosainak száma 456 fő (2022. január 1.). Saint-Bonnet-de-Bellac La Croix-sur-Gartempe, Val d’Issoire, Peyrat-de-Bellac, Saint-Martial-sur-Isop, Saint-Sornin-la-Marche és Val-d’Oire-et-Gartempe községekkel határos.

## Népesség
A település népessége az elmúlt években az alábbi módon változott:
| Lakosok száma | 504  | 503  | 510  | 484  | 471  | 460  | 453  | 444  | 456  |
|               | 2013 | 2015 | 2016 | 2017 | 2018 | 2019 | 2020 | 2021 | 2022 |